# 尹芝南
尹芝南，南开大学生命科学学院教授。入选中华人民共和国教育部2007年度"长江学者"特聘教授、中国国家杰出青年基金获得者，曾就读于柏林自由大学免疫学专业。